# HMS Ardent (F184)
L'HMS Ardent (pennant number F 184) è stata una fregata di classe type 21, ottava nave della Royal Navy a prendere quella designazione.
Il contratto di costruzione venne assegnato alla Yarrow Shipbuilders Ltd sul fiume Clyde il 17 aprile 1973 e l'impostazione della chiglia avvenne il 26 febbraio 1974. Venne varata il 9 maggio 1975 ed entrò in servizio il 13 ottobre 1977.
L'Ardent prese parte alla guerra delle Falkland, dove venne affondata da un aereo argentino nello stretto delle Falkland il 21 maggio 1982.

## Storia

### Guerra delle Falkland
Il 19 aprile 1982, l'HMS Ardent salpò dalla base navale di Devonport, vicino a Plymouth, alla volta delle isole Falkland. Durante il tragitto, scortò le navi della task force che erano partite in ritardo, dirette all'isola di Ascensione, arrivando il 3 maggio e salpando la mattina del 7 maggio. Due giorni dopo, il 9 maggio, mentre si trovava a 700 miglia a sud-ovest di Ascensione, l'Ardent si avvicinò a meno di 200 metri dal lato di dritta della nave trasporto truppe Canberra e fornì una dimostrazione della potenza del cannone alle truppe che navigavano verso sud.
Il 21 maggio 1982, mentre si trovava nel Falkland Sound e supportava l'operazione Sutton bombardando la pista di atterraggio argentina a Goose Green, la fregata fu attaccata da almeno tre ondate di aerei argentini. Gli attacchi aerei causarono l'affondamento dell'HMS Ardent il giorno successivo.

#### Versione britannica
Alle 16:00 ora locale un A-4 Skyhawk argentino sganciò due bombe che colpirono la fregata, ma nessuna delle due esplose.
La maggior parte degli attacchi aerei iniziò alle 17:40. l'HMS Ardent ricevette l'ordine di procedere a ovest di North West Island insieme alla Yarmouth per "dividere gli attacchi aerei da sud". Un gruppo di tre aerei, Skyhawk o IAI Dagger, attraversò il Falkland Sound da ovest e poi virò a sinistra per attaccare da nord-est. Tre bombe e il fuoco dei cannoni colpirono a segno la fregata britannica mentre gli aerei argentini premevano il loro attacco dal lato sinistro. Le uniche armi difensive che reagirono correttamente furono i cannoni antiaerei da 20 mm.
Il sistema missilistico antiaereo Sea Cat non riuscì ad agganciare i velivoli argentini, che superarono anche in astuzia il cannone da 114 mm eseguendo la loro corsa fuori dal suo arco di fuoco. Durante gli attacchi, due bombe deflagrarono nell'area dell'hangar, distruggendo l'elicottero Westland Lynx e facendo saltare in aria il lanciatore Sea Cat di 24 metri prima che si schiantasse di nuovo sul ponte di volo, e la terza si schiantò attraverso la sala macchine ausiliarie di poppa, ma senza esplodere. Il quadro elettrico di poppa fu gravemente danneggiato, causando la perdita di potenza per alcune risorse chiave, come il cannone principale. L'hangar fu lasciato in fiamme e l'equipaggio subì numerose vittime.
Ancora in pieno controllo dei suoi motori e del timone, ma praticamente indifesa, alla Ardent fu ordinato di dirigersi a nord, verso Port San Carlos. Alle 18:00 cinque Skyhawk si avvicinarono alla fregata e sganciarono numerose bombe a caduta libera e ritardanti. Un modello di due o quattro bombe deflagrò nel quarto di sinistra, a poppa, mentre un numero imprecisato di altre che non riuscirono a esplodere penetrarono nella nave. Alcune delle testate rimanenti esplosero nell'acqua lì vicino, colpendo la nave e causando piccole inondazioni nella sala macchine ausiliarie di prua.
La sala da pranzo fu distrutta, le comunicazioni tra il ponte e il centro di controllo della nave furono interrotte e la fregata perse il timone. Questo attacco causò molte vittime, soprattutto tra i team di controllo dei danni che lavoravano nell'hangar.
L'HMS Ardent si fermò nelle acque poco profonde del Grantham Sound, con gli incendi a poppa ormai fuori controllo. Con la nave che si inclinava pesantemente, il comandante Alan West diede l'ordine di abbandonarla. L'HMS Yarmouth si avvicinò per recuperare i superstiti e l'equipaggio fu trasferito a bordo della SS Canberra. L'Ardent continuò a bruciare per tutta la notte, accompagnata da qualche esplosione occasionale, finché non affondò alle 6:30 del giorno dopo, con solo la sua antenna radar obliqua sull'albero di trinchetto rimasta sopra l'acqua. Il bilancio finale dell'attacco fu di ventidue marinai britannici deceduti a bordo della Ardent.
Il marinaio John Dillon riuscì a estrarre un marinaio ferito dai detriti e, nonostante le sue ustioni, lo portò in superficie e in acqua, dove furono entrambi tratti in salvo. Per il suo eroismo ricevette la George Medal, una delle tre assegnate per la guerra.
L'ultimo uomo ad andarsene fu il capitano, il comandante Alan West, che fu in seguito insignito della Distinguished Service Cross e prestò servizio come Primo Lord del Mare dal 2002 al 2006.
Nel giro di pochi giorni i sommozzatori della marina rimossero i suoi cannoni antiaerei leggeri per installarli su altre navi e il suo albero di trinchetto fu utilizzato come avviso di navigazione e riferimento dalla nave gemella Arrow mentre bombardava Goose Green.
Il relitto è designato come area proibita ai sensi del Falkland Islands Protection of Wrecks Act.

#### Versione argentina

##### Attacchi della Fuerza Aérea Argentina
Secondo il sito web ufficiale dell'aeronautica militare argentina l'Ardent fu oggetto di due attacchi da parte di aerei della FAA:
- 14:00 ora argentina (UTC-3) da un solitario A-4B Skyhawk del 5° Gruppo Aereo.[11] Quattro A-4B decollarono da Rio Gallegos alle 11:30 UTC-3. Dopo aver riscontrato problemi durante il rifornimento in volo, due velivoli furono costretti ad abbandonare la formazione e a tornare alla base. Una volta sorvolato lo stretto delle Falkland, i restanti Skyhawk si imbatterono in una nave da trasporto non identificata – apparentemente la nave cargo argentina abbandonata Río Carcaraña – che fu attaccata da uno dei jet. L'altro caccia, pilotato dal comandante di volo, il capitano Pablo Carballo, sganciò una bomba a vuoto da 450 kg su una fregata che aveva trovato nello stretto di Grantham. Riferì di un intenso fuoco antiaereo, ma tornò sano e salvo.[11] La bomba esplose a poppa.[11] Pochi giorni dopo, Carballo continuò ad attaccare altre navi presenti delle acque contese, sparando contro l'HMS Broadsword.
- 14:40 UTC-3 degli IAI Daggers del 6° Gruppo Aereo.[11] A una squadriglia di due Dagger, guidata dal Capitano Mir González, si aggiunse un terzo Dagger di ritorno da una sortita interrotta. I tre velivoli si diressero insieme verso San Carlos, ma furono intercettati da una pattuglia di Sea Harrier che sorvolavano l'HMS Brilliant, e l'aereo argentino sopraggiunto fu abbattuto sopra le Falkland Occidentali. Il pilota si eiettò e fu recuperato in seguito. I due Dagger della formazione originale superarono con successo la pattuglia aerea britannica ed entrarono nello Stretto delle Falkland da sud. Individuarono una fregata battente bandiera britannica e sganciarono due bombe da 450 kg sulla sua poppa. Colpirono anche il Westland Lynx presente sulla nave con il loro cannone da 30 mm. Secondo questo rapporto, la fregata di classe type 21 rispose all'attacco sparando missili antiaerei.[11]

##### Sortita della Aviación Naval

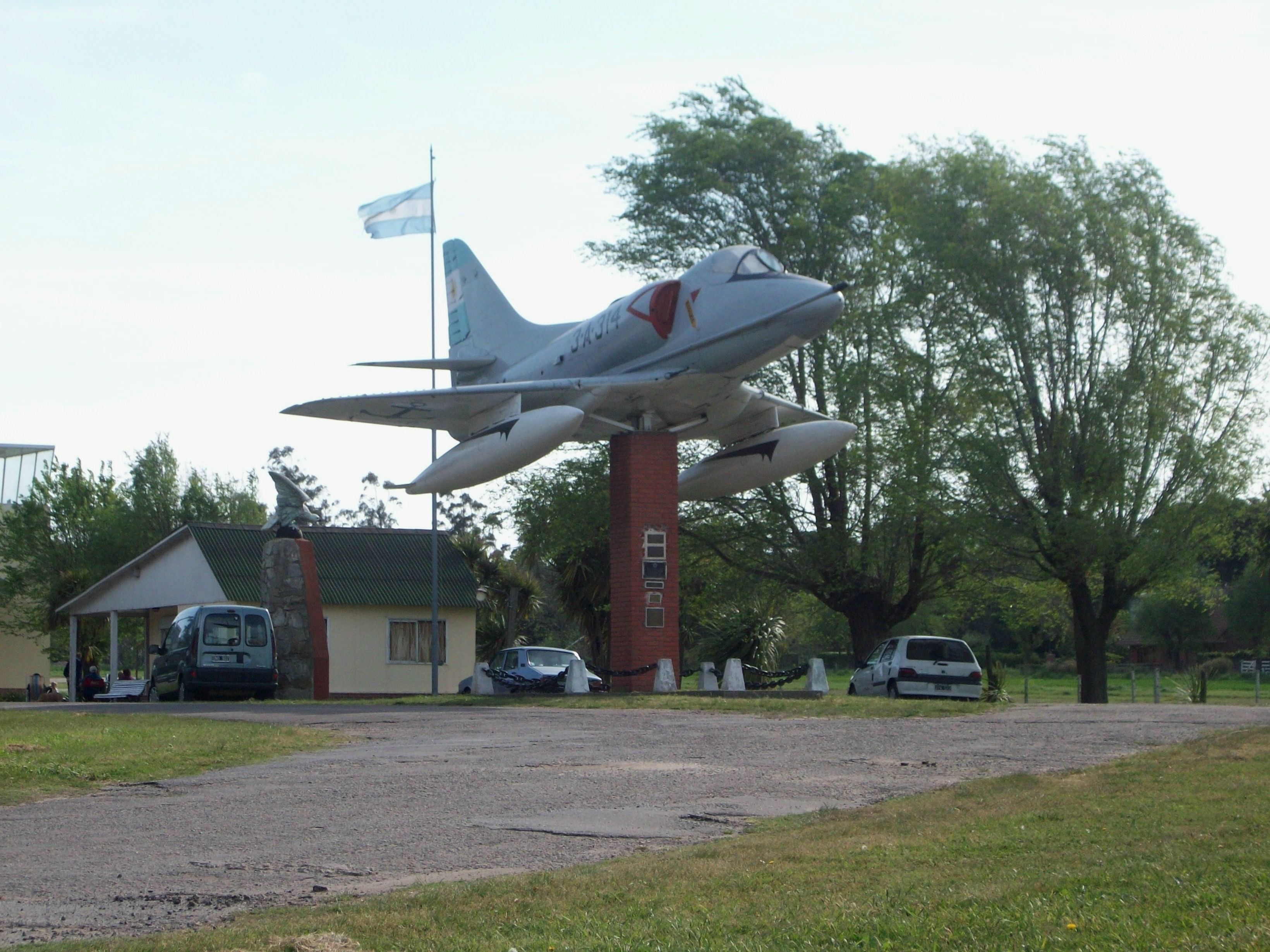
Gate guardian posto all'ingresso dell'Air Club Mar del Plata, dipinto con i colori del 3-A-314, l'ultimo A-4Q ad attaccare l'HMS Ardent. Il pilota, il Tenente Gustavo Marcelo Márquez, ucciso in azione, era nato in quella città ed era membro di quel club.

- 15:01 UTC-3, tre A-4Q Skyhawk della Marina argentina del 3° Squadrone Navale da Caccia e Attacco colpirono l'Ardent con almeno due bombe a poppa, con un certo numero di bombe inesplose che penetrarono nello scafo e diversi quasi incidenti.[12][13][4] Questi caccia operavano solitamente dalla portaerei ARA Veinticinco de Mayo, ma questa missione fu condotta da una base terrestre a Rio Grande. Durante l'attacco, gli aerei della Marina utilizzarono una dozzina di bombe a caduta libera di tipo Mk 82 da 500 libbre (230 kg).[14][15]

Durante la fuga furono abbattuti dai Sea Harrier britannici. Il pilota che compì l'ultima impresa, il Tenente Gustavo Marcelo Márquez, morì in combattimento dopo che il suo A-4Q fu colpito da un proiettile da 30 mm che lo fece esplodere. Il tenente Philippi, abbattuto da un missile AIM-9L Sidewinder, si eiettò in sicurezza. Successivamente, nascosto e salvato dall'agricoltore locale Tony Blake durante la notte, si riunì alle forze argentine. Mentre il Tenente Arca, con il suo A-4Q colpito anch'esso da proiettili da 30 mm, si lanciò con il paracadute in sicurezza dopo un fallito tentativo di atterraggio a Stanley. Il pilota fu tratto in salvo dall'acqua dall'Huey UH-1H dell'esercito argentino del Capitano Svendsen. Arca si eiettò a Cape Pembroke, a due miglia (3 km) dalla pista di atterraggio di Stanley. L'Aviazione Navale Argentina applicò la teoria matematica pubblicata nel libro "Monte Carlo", secondo la quale se sei jet carichi di quattro bombe da 250 chili le sganciassero "in fila" su una nave da guerra, la probabilità di impatto sarebbe di quattro colpi diretti. Ciò causerebbe l'affondamento della nave. Avvertì inoltre che il gruppo attaccante di sei jet avrebbe perso il 50% del suo materiale aereo, cosa che si verificò, poiché il gruppo navale attaccante perse il 50% dei suoi velivoli (3 jet) con due piloti eiettati e un morto.